# 川上郵便局 (徳島県)
川上郵便局（かわかみゆうびんきょく）は、徳島県海部郡海陽町にある郵便局。民営化前の分類では無集配特定郵便局であった。

## 概要
住所：〒775-0299 徳島県海部郡海陽町神野西ノ前13-2

## 沿革
- 1876年（明治9年）6月26日 - 神野（こうの）郵便局として開設。
- 1889年（明治22年）10月1日 - 町村制の施行により、川上村内の郵便局となる。
- 1946年（昭和21年）3月1日 - 川上郵便局に改称。
- 1955年（昭和30年）3月31日 - 市町村合併に伴い、海南町内の郵便局となる。
- 2006年（平成18年）
  - 3月31日 - 市町村合併に伴い、海陽町内の郵便局となる。
  - 10月16日 - 海南郵便局へ「775-04xx」区域の集配業務を移管、無集配局となる[1]。
- 2007年（平成19年）10月1日 - 民営化に伴い、郵便局株式会社川上郵便局となる。
- 2012年（平成24年）10月1日 - 日本郵便株式会社発足に伴い、日本郵便株式会社川上郵便局となる。

## 取扱内容
- 郵便、印紙、ゆうパック、内容証明
- 貯金、為替、振替、振込、国際送金、国債
- 生命保険、バイク自賠責保険
- 地方公共団体事務（海陽町証明書交付事務、受託窓口事務（受託販売事務）（海陽町ごみ袋の販売））
- ゆうちょ銀行ATM

## 周辺
- 海陽町立川上小学校（現：神野町民体育館）
- 海陽町川上集会所
- 国道193号
- 海部川

## アクセス
- JR牟岐線 阿波海南駅下車。海陽町営バス平井線海南駅前停留所乗車。
- 海陽町営バス平井線 神野停留所下車、90m（徒歩約1分）
- 駐車場あり：3台